# 維勒潘特展覽中心
维勒潘特展览公园（法語：Parc des Expositions de Villepinte）是一座位于巴黎戴高乐机场附近的维勒潘特的大型会议中心。该中心于1982年正式开放，是法国第二大会议中心。
在2024年的夏季奥运会上，维勒潘特展览公园将承办拳击预赛和准决赛、现代五项击剑比赛以及2024年夏季帕拉林匹克運動會坐式排球比赛。该体育场将被称为北巴黎竞技场（英語：Arena Paris Nord），可容纳6, 000人。